# Xã Wolf, Quận Lycoming, Pennsylvania
Xã Wolf (tiếng Anh: Wolf Township) là một xã thuộc quận Lycoming, tiểu bang Pennsylvania, Hoa Kỳ. Năm 2010, dân số của xã này là 2.907 người.